# European Games
European Games è un videogioco sportivo multievento pubblicato nel 1986 da Tynesoft per Commodore 16, Commodore 64, MSX e, con il titolo Commonwealth Games, per Amstrad CPC, BBC Micro e Acorn Electron.
È molto meno noto rispetto alla serie Games di quel periodo, ma uscì anche per alcuni home computer poco potenti per i quali questa non esisteva. La versione Commodore 16 in particolare si fece notare con diverse recensioni. La versione Commodore 64, nonostante le superiori capacità del computer, è praticamente una riproduzione di quella per Commodore 16, in edizione economica.

## Modalità di gioco
A seconda delle versioni, si possono affrontare da 5 a 8 discipline sportive, tutte basate sulla rapida oscillazione del joystick o pressione dei tasti per acquisire più forza o più velocità.
Possono partecipare fino a 4 giocatori, ma gareggiano sempre uno alla volta.
Le discipline, comprese quelle presenti solo per alcuni computer, sono:
- Lancio del martello - il lanciatore è mostrato sia dall'alto, sia a mezzo busto; la velocità va aumentata gradualmente per tre rotazioni dell'atleta, poi l'indicatore dell'angolo di rilascio sale rapidamente e bisogna fermarlo al punto giusto.
- Nuoto - la piscina è vista dall'alto a scorrimento, con due corsie, una per il giocatore e una per un nuotatore controllato dal computer; mentre si ottiene velocità, bisogna ricaricare periodicamente l'indicatore dell'aria.
- Ciclismo (solo Amstrad, MSX, BBC, Electron) - il ciclista è mostrato di fronte, di profilo e l'intero circuito è mostrato dall'alto; si controlla solo la velocità, che va ridotta in curva. Su MSX la schermata è invece simile al nuoto, con un ciclista del computer.
- 400 m piani (solo Amstrad, BBC, Electron) - due corsie come nel nuoto, ma con i corridori visti di profilo; il gioco è pura agitazione dei controlli.
- Salto in lungo - dopo aver caricato la rincorsa bisogna premere il controllo del salto al momento giusto e rilasciarlo al momento giusto mentre l'indicatore dell'angolo di salto sale rapidamente.
- 400 m ostacoli (solo BBC, Electron) - oltre alla solita agitazione per ottenere velocità bisogna saltare bene gli ostacoli o si perde velocità.
- Canottaggio (solo C16, C64, BBC, Electron) - schermata simile al nuoto, ma il giocatore controlla due rematori e deve alternare in rapida sequenza quattro tasti o posizioni del joystick anziché i soliti due.
- Sollevamento pesi - ci sono 5 livelli di peso crescente e 2 tentativi di qualifica per ciascuno; basato sulla pura agitazione dei controlli.
- Tiro a segno (solo MSX) - il tiratore è visto di spalle; unica eccezione all'uso dell'agitazione dei controlli, si basa su accurato posizionamento del tiratore e del colpo.